# Театр Сан-Апполинаре
Театр Сант-Аполлинаре, также известный как театр Сант-Апональ (итал. Teatro Sant'Apollinare, итал. Teatro Sant'Aponal) — венецианский оперный театр XVII века.
Театр Сант-Аполлинаре был небольшой «музыкальной» сценой, открытой в 1651 году и действовавшей всего около десяти лет, в одноименном приходе  (от которого он и получил свое название), в настоящее время — дворе Петриана в Венеции. Во время своей непродолжительной деятельности театр использовался для представления музыкальных драматических постановок. Не выдержав конкуренции с большими венецианскими оперными театрами, Сан-Апполинаре закрылся в 1660-х годах.
Начало работы театра связано с импресарио и либреттистом Джованни Фаустини, несмотря на свою молодость уже известного всей Венеции благодаря сотрудничеству с композитором Франческо Кавалли. Фаустини пользовался поддержкой венецианских дворян Альвизе Дуодо и Маркантонио Коррера.

## История театра
Зал, который в прошлом уже использовался для представления спектаклей, располагался на первом этаже здания, в нём раньше жили несколько семей. Тем не менее почти ничего не известно о том, что привело к строительству этого театра, и некоторые сведения исследователи получили из договора аренды от 19 мая 1650 года, в котором сказано, что это место, где в древние времена люди играли комедии.
12 октября того же года был подписан окончательный договор, и во время карнавала 1651 года театр официально открылся. Он был открыт музыкальной драмой «Ористео» Франческо Кавалли, в то время самого известного венецианского оперного композитора. Либретто для «Ористео» написал арендатор сцены Джованни Фаустини. Хотя Сант’Апональ был очень маленьким и находился достаточно далеко от центра города, он был предметом некоторого интереса со стороны венецианцев, прежде всего благодаря некоторым трагическим стечениям обстоятельств. После достаточно успешного дебютного сезона Фаустини, начавший второй сезон постановкой оперой Кавалли «Каллисто», внезапно скончался (19 февраля 1651 года).
Старший брат Джованни, Марко, продолжил работу в театре, полагаясь на Кавалли как основного композитора, а в финансовом плане опираясь на поддержку Коррера и Дуодо. Он завершил сезон, начатый братом, и сдал сцену на два сезона в субаренду компании, основанной Бартоломео Касторео, Аннибале Бассо и Поло Морандо. Регулярная деятельность Марко Фаустини как импресарио Сан-Апполинаре началась с 1654 года, сопровождаемая многими трудностями, продлилась до июня 1657 года, когда после участия в судебном процессе о праве собственности на акции театра Фаустини сдал зал Accademia degli Imperturbabili, которая и сделала этот театр своей главной сценой.
Члены Accademia degli Imperturbabili выплатили долги Фаустини и обязали его демонтировать театр в 1658 году. Зал Сан-Апполинаре, вероятно, прекратил свое существование в 1661 году, так как до этого времени в нём шли спектакли. Последними, судя по документам, в Сан-Апполинаре были поставлены опера «в стиле декламации» «La Pazzia Enthroned» или «Caligula delirious» (1660) и «Эритрея» Кавалли (1661).
Театр Сан-Аполлинаре не упоминается в «Дополнениях» Джустиниано Мартиниони к книге Сансовино (1663), но в 1681 году первый историк оперного театра Кристофоро Иванович в своей работе «Минерва за столом» сообщает, что Сан-Апполинаре все еще существует, указывая годом его открытия 1652 (1651).
Судя по одному из документов из архивов Совета Десяти, в 1696 году театр все еще существовал, а первый этаж использовался таможней для хранения масла. Именно поэтому 26 сентября того же года Совет запретил повторное открытие театра, так как хранилище масла на первом этаже могло стать причиной пожара.
В XVIII веке здание бывшего театра снова стало жилым помещением, о чем сообщает Джованни Карло Бонлини в своей книге «Слава поэзии и музыки» (1730).

## Премьеры театра Сан-Апполинаре
- «Ористео» — музыка Франческо Кавалли, карнавал 1651 года (премьера оперы на открытии театра)
- «Розинда»  — музыка Франческо Кавалли, 1651
- «Каллисто» — музыка Франческо Кавалли, премьера 28 ноября 1651 года
- «Эритрея» — музыка Франческо Кавалли, 17 января 1652 года
- «Перикл женоподобный» — музыка Франческо Лусио, 7 января 1653 года
- «Спартанка-воин»  — музыка Пьетро Андреа Дзиани, карнавал 1654 года
- «Эвпатра» — музыка Пьетро Андреа Дзиани, 1655
- «Эрисмена» — музыка Франческо Кавалли, 30 декабря 1655
- «Удача Родопа и Дамиры» — музыка Пьетро Андреа Дзиани, 1657
- «Безрассудство на троне, или Безумный Калигула» — музыка Франческо Кавалли, 1660